# プルマン (企業)

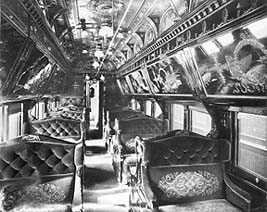
プルマン客車の内部

プルマン（英語: Pullman Incorporated）は、ジョージ・プルマンが1867年に設立し、19世紀中頃から20世紀半ばに掛けてアメリカ合衆国を中心に鉄道車両の製造と、寝台車の運行業務を行っていた会社である。

## 概要
鉄道の客車は、当初は馬車用の客車から発達したもので、馬車時代の発想から抜け出しておらず、居住性は劣悪なものであった。これに対してジョージ・プルマンは、それまでの鉄道に無かった豪華絢爛たる車両を開発して世の中に送り出した。1867年に会社が設立された当初はプルマン・パレス・カー・カンパニー (Pullman Palace Car Company) という社名だった。
プルマンは、寝台車や食堂車などを設計・製造すると共に、その運行も業務としていた。それまでの、鉄道車両は鉄道会社が保有して自社で運行するものという常識を覆し、機関車を用意して列車を運行するのは各鉄道会社であるが、客車と車掌、ポーター（荷物運搬人、赤帽）、食堂車の給仕や調理人などはプルマンが用意するという方法でサービスを展開した。寝台車の需要は時期により変化があり、鉄道会社としては余剰の人員や車両を抱えるリスクを取らずに済んだことから、この方式は定着した。またプルマンはヨーロッパにも進出して業務を行っていたが、ヨーロッパではプルマンと同様の業務形態であった国際寝台車会社（ワゴン・リー社）との競争により、一部での運行を請け負うに留まった。プルマンが製造・運行したような寝台車の形態のことをプルマン客車と呼ぶ。
関連する会社を買収するなどして成長し、1900年の再編により社名はプルマン・カンパニー (The Pullman Co.) となった。さらに1924年に車両製造事業を集約して、車両製造部門はプルマン・カー・アンド・マニュファクチャリング・カンパニー (Pullman Car & Manufacturing Co.) となった。さらにスタンダード・スティール・カー (Standard Steel Car Company) を買収して1934年にプルマン゠スタンダード・カー・マニュファクチャリング・カンパニー (Pullman-Standard Car Manufacturing Company) となった。第二次世界大戦中には反トラスト法の訴訟に巻き込まれ、会社は分割されて製造部門と運行部門が分離された。
大戦後、航空機への旅客の転移などにより寝台車の需要は低下し、最終的にプルマンによる寝台車の運行は1968年一杯で打ち切られた。製造事業部門はその後も鉄道車両やトロリーバスなどの製造を行っていたが、さらに会社の分割が行われ、1982年にプルマン-スタンダードはプルマン・テクノロジー (Pullman Technology, Inc.) として独立し、1987年にボンバルディアに買収された。残ったプルマンもまた複雑な合併・再編を経て、2004年末時点では自動車用のゴム部品の製造を行っている。

## 歴史

### パイオニア号の開発
ジョージ・プルマンは、1855年にニューヨーク州バッファローからウェストフィールドへの夜行列車に乗っている時に、当時の劣悪な客車に悩まされ、大幅に改良した豪華な客車を製造するというアイデアを考え付いた。もともとプルマンは家具の製造事業を親の代から行っており、その経験を生かしてシカゴ・アンド・アルトン鉄道 (Chicago and Alton Railroad) の客車をベースに改造して、1859年に最初のプルマン製寝台車No.9を送り出した。この車両はブルーミントン–シカゴ間で運行された。この車両はまだそれほど豪華なものではなかったが、ちょうどそのころ勃発した南北戦争により、プルマンが製造した車両は兵員輸送目的で大量に買い上げられた。
これにより経済的な基盤を固めたプルマンは、かねてから考えていた豪華な客車の開発に乗り出した。1865年にこの理想はパイオニア号として送り出されることになった。しかしパイオニア号は当時の車両限界を超えて巨大で、当初は鉄道会社に受け入れられなかった。ところがエイブラハム・リンカーン大統領が暗殺されると、その棺を乗せてワシントンD.C.からリンカーンの故郷に近いイリノイ州スプリングフィールドまでの葬送列車に用いられることになった。このために葬送列車が通行する路線については大至急パイオニア号に合わせて車両限界の拡張が行われ、これによってパイオニア号クラスの大きさの客車が通れる鉄道路線が広がることになった。葬送列車に使われたことによって注目を集めたことから、各界の名士からプルマンの列車への乗車希望が集まるようになり、鉄道会社にとってもプルマンは無視できないものとなった。

### プルマン・パレス・カーの設立と発展

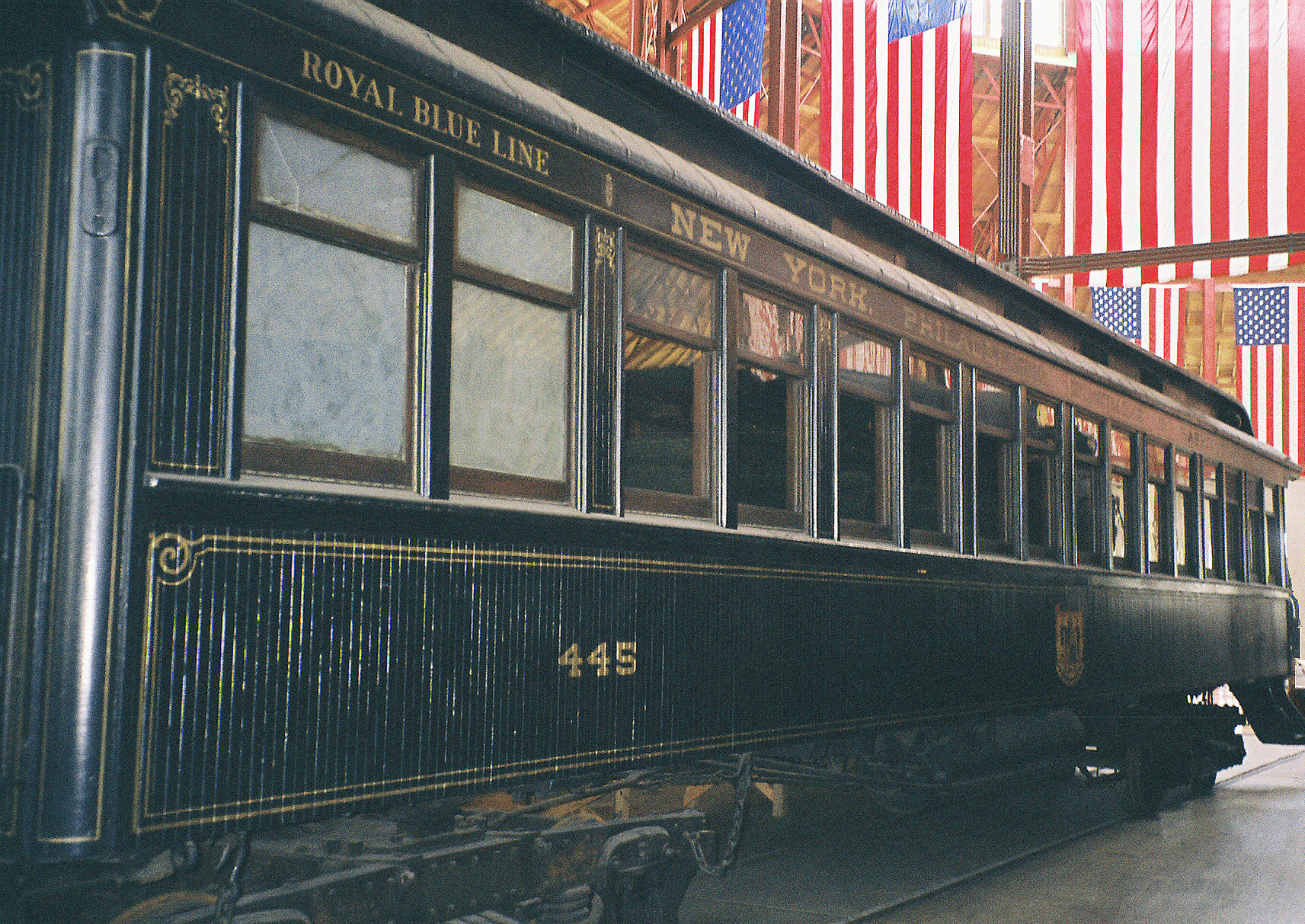
プルマンが1890年に製造したボルチモア・アンド・オハイオ鉄道のロイヤル・ブルー (Royal Blue) 用の客車
_{メリーランド州ボルチモアのボルチモア・アンド・オハイオ鉄道博物館に保存}

1867年2月22日、プルマン・パレス・カー・カンパニー (Pullman Palace Car Company) が設立された。同年、シカゴとニューヨークの間でホテルカーの運行が始まり、翌年には食堂車が導入された。それまでの客車の常識を覆し、カーペットやカーテン、布張りの椅子に図書館、カードテーブルまで備え、比類なき乗客サービスの豪華な寝台車を製造した。1870年には専用の車両工場も設立された。安全性の向上にも積極的に取り組み、1871年にはジョージ・ウェスティングハウスが開発したばかりの空気ブレーキを導入した。1887年には暖房を従来の石炭ストーブからスチーム温水暖房へ変えて快適な車内環境を実現した。車内照明についても、トーマス・エジソンが発明したばかりの白熱電球を試験しているが、当時のフィラメントは振動に弱く実用化できなかったため、1891年からピンチガスを利用したガス灯を使うようになった。
一方で、1894年にはプルマン・ストライキ (Pullman Strike) にも見舞われた。これは不況のさなかにプルマンが労働時間を減らして賃金カットを行ったが、会社が労働者に貸していた住居の家賃は引き下げなかったことが原因となった。労働者たちは、ユージン・V・デブス率いるアメリカ鉄道組合 (American Railway Union) に加盟していた。
ジョージ・プルマンが1897年に死去した後、エイブラハム・リンカーンの息子のロバート・トッド・リンカーンが社長になった。

### 20世紀初頭のプルマン

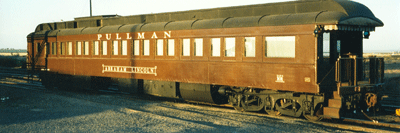
1910年製のプルマンカー
_{デンバー・アンド・リオグランデ・ウェスタン鉄道の社長専用職用車 No.101で、現在は復元されてエイブラハム・リンカーン (Abraham Lincoln) となっている。}

プルマン・パレス・カーは多くの関連・競合会社を買収し再編して、1900年1月1日にプルマン・カンパニー (The Pullman Co.) となった。1907年には車体全てを鋼製とした車両を送り出している。第一次世界大戦の時期には、戦時の緊急体制として連邦政府がアメリカの各民間鉄道会社の直接運営に乗り出し、アメリカ合衆国鉄道管理局 (USRA) が設立された。これに合わせてプルマンも1918年から1920年までUSRAの指揮下に入り、この間はプルマン・カー・ラインズ (The Pullman Car Lines) と改称していた。
プルマンにとっての全盛期は1920年代であった。1925年の時点で、保有車両は9800両となり、2万8000人の車掌と1万2000人のポーターを雇用していた。年間2600万人が利用する、巨大なホテルチェーンへと成長した。
1924年6月18日にプルマンの車両製造事業を集約して、プルマン製造部門を独立させたプルマン・カー・アンド・マニュファクチャリング・カンパニー (Pullman Car & Manufacturing Co.) を設立した。また親会社のプルマンは、1927年7月21日にプルマン・インコーポレイテッド (Pullman, Inc.) へと再編された。
世界恐慌の最中の1929年には、同じく鉄道車両製造事業を行っていたスタンダード・スティール・カーの株式の過半数を取得して、1930年3月1日に子会社とした。スタンダード・スティール・カーは1902年1月2日に設立され、当初はペンシルベニア州バトラー (Butler) で、1906年以降はインディアナ州ハモンド (Hammond) で鉄道車両製造工場を運営していた。さらに1934年12月26日に、プルマン・カー・アンド・マニュファクチャリングとスタンダード・スティール・カー、およびその他のいくつかのプルマンの子会社は合併してプルマン゠スタンダード・カー・マニュファクチャリング・カンパニー (Pullman-Standard Car Manufacturing Company) となった。
世界恐慌に直面して、プルマンへの新造車両の発注は激減し、また寝台車の利用も同様に激減した。これに対処してプルマンは労働者をレイオフし、運賃を値引いて利用を喚起しようとした。またエア・コンディショナーを車両に設置したり、既存の車両の改装を進めたりした。それまで開放式の寝台が主流であったものを、個室寝台（コンパートメント）式に改装するなどしている。プルマンは、1931年2月にその標準としていた重量型寝台客車の最後の車両を製造した。これ以降は軽量客車の製造を行うようになった。

### 反トラスト法による会社分割
ようやく寝台車の利用が回復し、また新しい軽量客車の発注も増加しつつあった1940年に、アメリカ合衆国司法省はフィラデルフィアの地方裁判所にプルマンに対する反トラスト法の訴えを提起した（民事訴訟第994号）。1944年に裁判所はこれを認め、プルマン・インコーポレイテッドに対して、寝台車運行部門のプルマンと、鉄道車両製造部門のプルマン-スタンダード・カー・マニュファクチャリングを分割することを命じた。3年ほどの交渉により、プルマンは57の鉄道会社からなるコンソーシアムに対して4000万ドルほどで売却された。
1944年の会社分割後もプルマン・インコーポレイテッドは、旅客列車運行業務を担当するプルマン・カンパニー（The Pullman Company、ただし旅客車の所有は行わず、各鉄道会社に譲渡された）と、客車と貨車の製造を行うプルマン-スタンダード・カー・マニュファクチャリング・カンパニー（Pullman-Standard Car Manufacruting Co.）などの子会社群の親会社として残った。また大規模な貨車のリース業務は親会社の直接管理下に残された。

### 大戦後の衰退

1947年に製造されたプルマン-スタンダードの800型トロリーバス

第二次世界大戦後、プルマンは大戦前と同じように寝台車の利用と新造車両の発注を期待していた。しかし、アメリカにおいては旅客鉄道の利用自体が自動車や航空機との競争に敗れて急速に落ち込み始め、同様にプルマンの業績も落ちていった。
プルマン・カンパニーの寝台車の営業とリースは全て、1968年12月31日に打ち切られた。1969年1月1日、寝台車運行部門のプルマン・カンパニーは解散し、全ての資産は清算された。多くの鉄道会社で見られたはっきりとした変化として、プルマン所有車両全てからプルマンの名前が消されたことがある。プルマンの残った資産全ての競売が、シカゴのプルマン地区 (Pullman) の工場で1970年初めに行われた。
プルマン・インコーポレイテッドという会社自体は、残った債務の処理と顧客対応を行うために、1981年から1982年まで、デンバーに事務所を置いて存続していた。
一方、鉄道車両製造事業のプルマン゠スタンダードは、衰退しながらも寝台車営業部門よりは長く営業を続けていた。プルマン゠スタンダードはプルマン地区にあった工場を1955年に閉鎖した。プルマン゠スタンダード最後の軽量客車は、1956年4月にユニオン・パシフィック鉄道向けに製造された。その後のプルマン゠スタンダードは、通勤鉄道や地下鉄向けの車両や、アムトラックのスーパーライナーなどを製造していた。

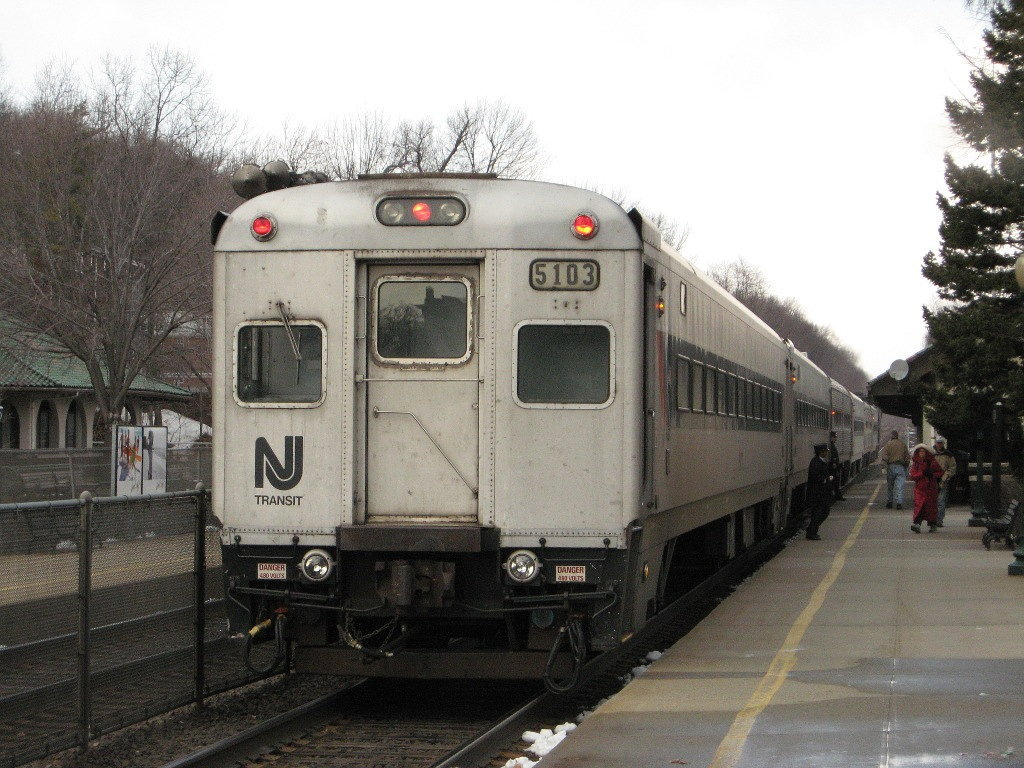
ニュージャージー・トランジットで運用されるコメット客車

プルマンは1970年のニュージャージー州交通局 (New Jersey Department of Transportation) への販売を皮切りに、トランジット・アメリカ (the Transit America) というブランドで通勤輸送向けのコメット客車を販売した。1974年からプルマンは、ニューヨーク市都市交通局にステンレス製の75ft（23m）地下鉄車両750両を納入した。製造契約でR46形という形式となったこの車両は、セントルイス・カー・カンパニー製造のR44形と同様に、マンハッタンの2番街の下の地下鉄新線で70mi/h（113km/h）で走行するように設計されていた。セカンド・アベニューの地下鉄の建設が遅れて、交通局はこれらの車両を他の路線に割り当てた。プルマンは同様にマサチューセッツ湾交通局 (MBTA) 向けの地下鉄車両も製造し、これらはレッドライン (MBTA Red Line) に割り当てられた。

### プルマンの分割とその後
プルマン・インコーポレイテッドは、1980年末まで独立した企業として存続したが、ホイールアブレーター゠フライ (Wheelabrator-Frye) と合併し、そして1981年の初めから半ばに掛けてプルマンの資産の分割へとつながった。
プルマン゠スタンダードは1981年にプルマンから分離独立してプルマン・テクノロジー・インコーポレイテッド (Pullman Technology, Inc.) となり、アムトラックのスーパーライナーを最後に1982年に製造を終了した。プルマン・テクノロジーは1987年に、その所有している客車の設計や特許などを目的として、ボンバルディア社に買収された。2004年末現在、プルマン・テクノロジーはボンバルディアの子会社として残っている。
一方、プルマン・カンパニーは、その貨車リース事業を1981年4月にプルマン・リーシング・カンパニー (Pullman Leasing Company) として独立させ、後にこの会社はITELリーシング (ITEL Leasing) の一部となった。報告記号はPLCXのままである。後にITELリーシングと報告記号PLCXはGEリーシング (GE Leasing) となった。
1981年半ば、プルマンは貨車製造事業をプルマン・トランスポーテーション (Pullman Transportation Company) として独立させた。いくつかの工場が1984年に閉鎖され、残った貨車工場とプルマン-スタンダードの貨車の設計および特許はトリニティー・インダストリーズ (Trinity Industries) へ売却された。
1980年後半のホイールアブレーター゠フライとの合併によって同社の子会社となり、貨車製造事業を分割した後のプルマンは、さらに合併と買収を繰り返し、多角化した企業として存続した。1982年1月、ホイールアブレーター゠フライは煙突やサイロの大きな製造業者であるM・W・ケロッグ (M. W. Kellogg) と合併し、プルマンとケロッグの両社を直接の子会社として保持した。1990年、ホイールアブレーター゠フライグループ全体がウェイスト・マネジメント・インコーポレイテッド (Waste Management, Inc) へと売却された。プルマン゠ケロッグの事業はウェイスト・マネジメントからプルマン・パワー・プロダクツ・コーポレーション (Pullman Power Products Corporation) として独立し、2004年末時点では specialty contractor のストラクチュラル・グループ (Structural Group) の子会社プルマン・パワーLLC (Pullman Power LLC) として事業を行っている。
プルマン以外の部分について説明しておくと、プルマン゠ケロッグの他の建設事業部門は新しいM・W・ケロッグとして独立し、1998年12月に合併によりケロッグ・ブラウン・アンド・ルート (Kellogg, Brown & Root) となり、後に油田会社ハリバートンへ売却された。最終的に他のケロッグの事業はラスト・エンジニアリング (Rust Engineering) と合併してケロッグ・ラスト (Kellogg Rust) となり、後にヘンリー・グループ (The Henley Group)、そしてラスト・インターナショナル (Rust International) へと改称し、こんにちではハリバートンと世界中で競合しているワシントン・グループ・インターナショナル (Washington Group International) のラスト部門 (Rust Division) となった。ワシントン・グループ・インターナショナルは土木・請負事業のモリソン・クヌードセン (Morrison Knudsen) の後継者であり、またモンタナ・レール・リンク (Montana Rail Link) の所有者でもある。
プルマン゠ケロッグのケロッグ側の事業の分割の後、さらに貨車の製造工場が売却されて、1944年の会社分割によって生まれたプルマン・カンパニーの正式な消滅により、残ったプルマンの事業はウェイスト・マネジメントにより1985年5月に新しいプルマン・カンパニーとして独立した。1985年11月、プルマンはピーボディ・インターナショナル (Peabody International) を買収して、プルマン・ピーボディ (Pullman Peabody) となった。1987年4月、プルマン・テクノロジーがボンバルディアに売却された後、会社名は再びプルマン・カンパニーへと戻され、1987年9月、クリーバイト・インダストリーズ (Clevite Industries) と合併した。1996年7月、自動車のゴム部品の供給会社になっていたプルマン・カンパニーとその子会社のクリーバイトは、テネコ (Tenneco) へと売却された。2004年末時点で、プルマン・カンパニーはテネコ・オートモーティブ (Tenneco Automotive) の傘下で自動車用ゴム部品を製造している。

## 企業城下町

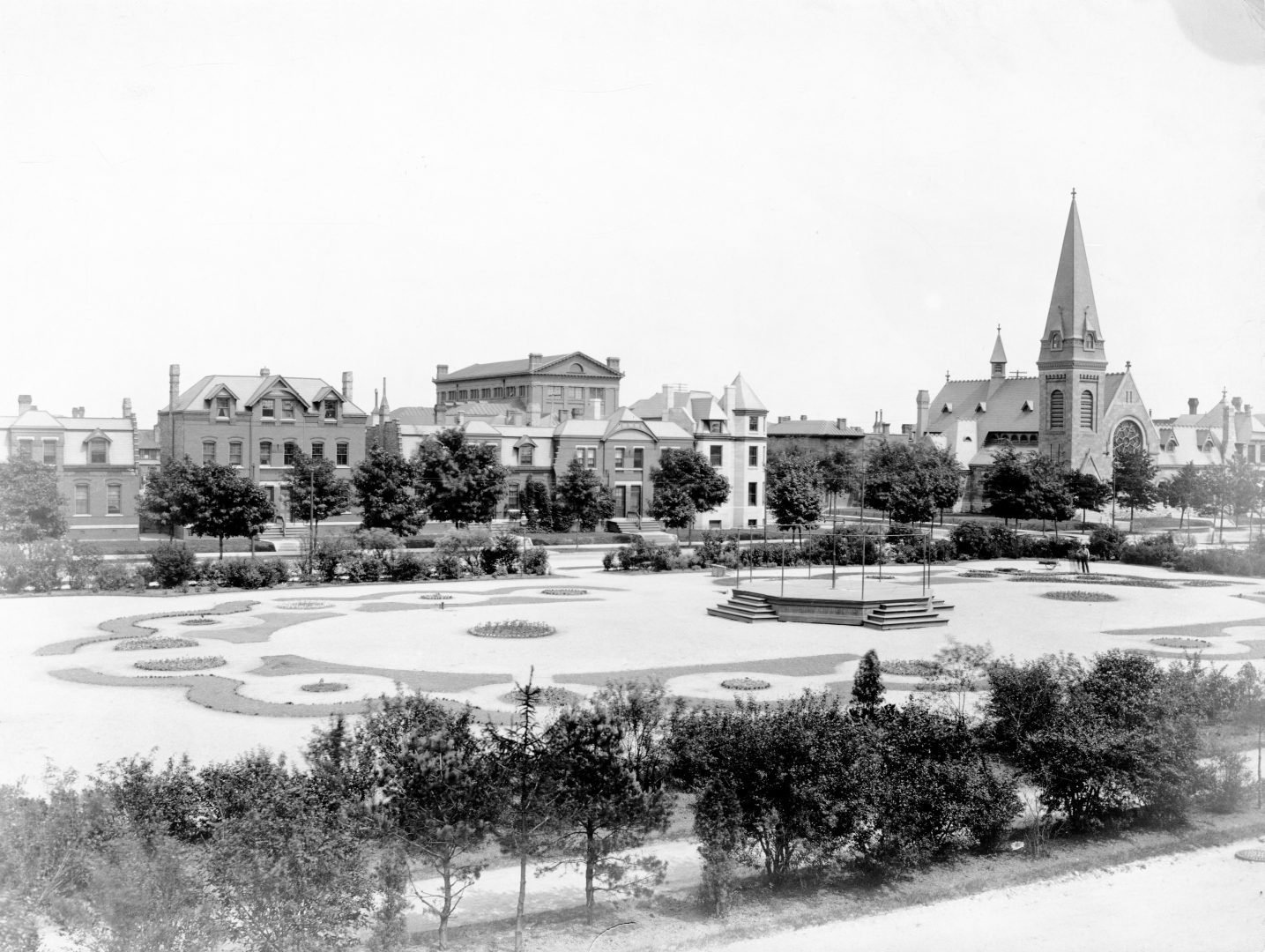
イリノイ州プルマン

プルマンは、1880年にシカゴの南14mi（23km）のところにある4000ac（16km2）の土地に、その名も「プルマン」という企業城下町を建設した。町は完全に会社所有であり、6000人の従業員とそのほぼ同数の家族に対して住宅、商店、図書館、教会、娯楽などを提供していた。従業員は、近くの自治体でより安い借家を借りることができたにもかかわらず、プルマンに住むことが義務付けられていた。ある従業員はこのように言ったと伝えられている。「我々はプルマンの家に生まれ、プルマンの商店に養われ、プルマンの学校で教育を受け、プルマンの教会で教理を習い、そして死んだらプルマンの地獄へ行くだろう」 ジョージ・プルマンは、労働者にとっては尊大な習慣であると考えたため、町では酒が禁止されていた。しかし、会社が経営するホテル・フローレンス (Hotel Florence) では、主に顧客のために酒が提供されていたが、これは一般の労働者にとって高価すぎるものであった。
1898年、イリノイ州最高裁判所は、シカゴと合併したプルマンの町を売却するように命じた。プルマンの周辺にあるハイド・パーク・タウンシップ (Hyde Park Township) も同様に1889年にシカゴへ合併した。今日では、プルマンはシカゴの近郊にあるアメリカ合衆国国定歴史建造物であり、この独特な地域の復元に向けて強い意欲を持った人々が活動している。

## ポーター

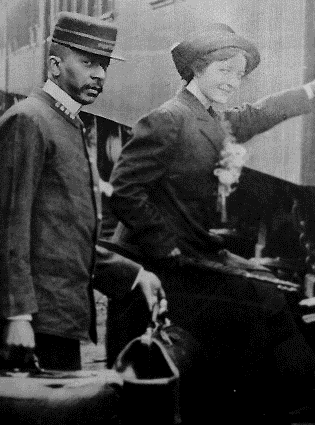
プルマンのポーター

プルマンは、ポーター（荷物運搬人、赤帽）でも知られている。プルマンはポーターとしてアフリカ系アメリカ人を雇っていた。ポーターは、多くの観点で単純労働であると言えたが、この当時アフリカ系アメリカ人に開かれていたほとんどの職業よりよい給料が得られ安全でもあり、またこれに加えて旅行する機会に恵まれ、当時のアフリカ系アメリカ人のコミュニティではよい仕事であると考えられていた。プルマンのポーターは、A・フィリップ・ランドルフ (A. Philip Randolph) のもと、寝台車ポーター組合 (Brotherhood of Sleeping Car Porters) に加入したことで、待遇改善の交渉が可能となった。全てのプルマンのポーターは、実際の名前に関わらず、旅行者からは「ジョージ」と呼ばれていた。この習慣は会社の設立者であるジョージ・プルマンに由来している。プルマンはこの当時、アメリカ合衆国でアフリカ系アメリカ人を雇用している最大の企業であった。
チップは元来ヨーロッパの上流階級の習慣だったが、プルマンの寝台車による旅行ではポーターへチップを渡すため、アメリカでは中流階級にも浸透した。

## 画像

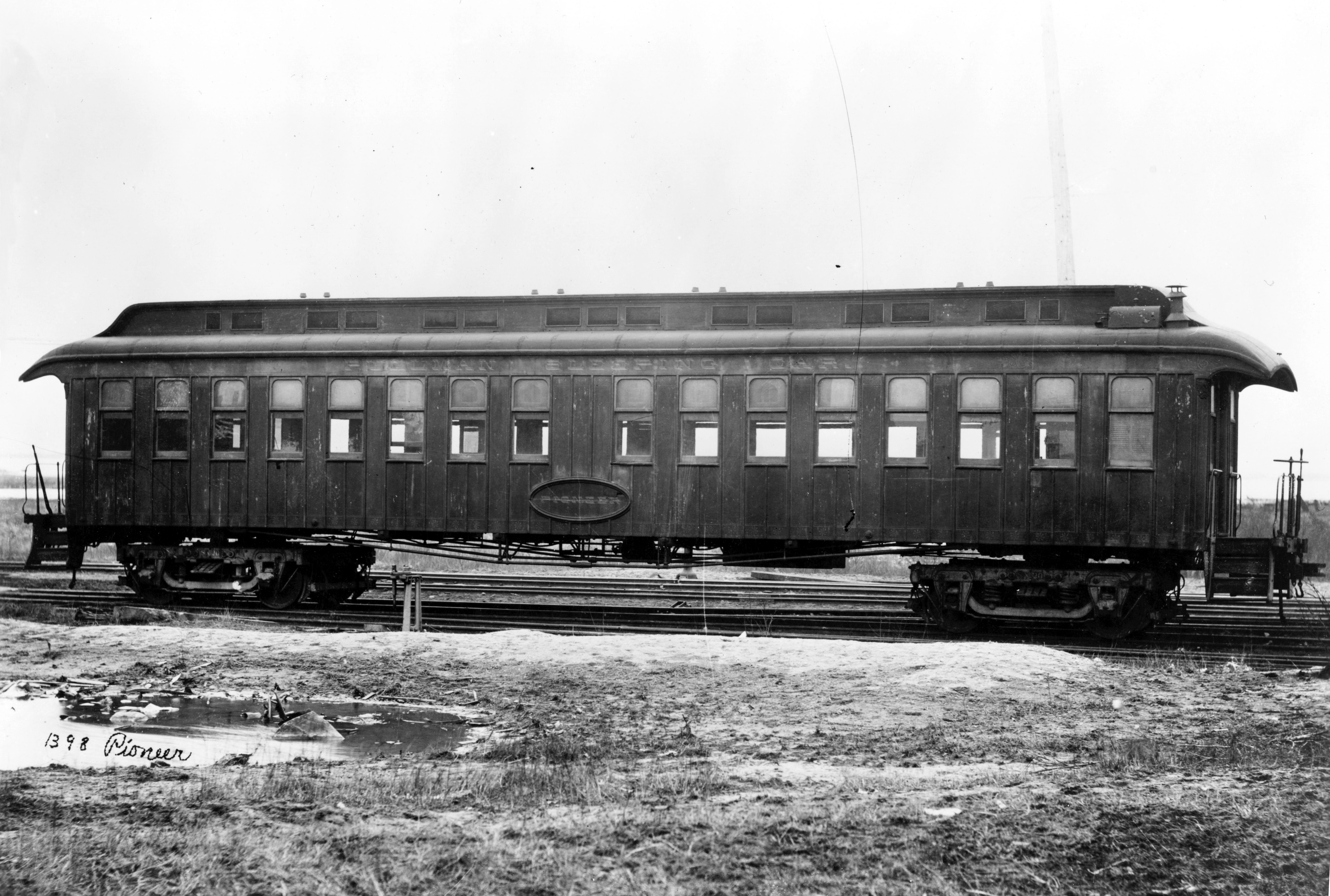
プルマンカーの外観
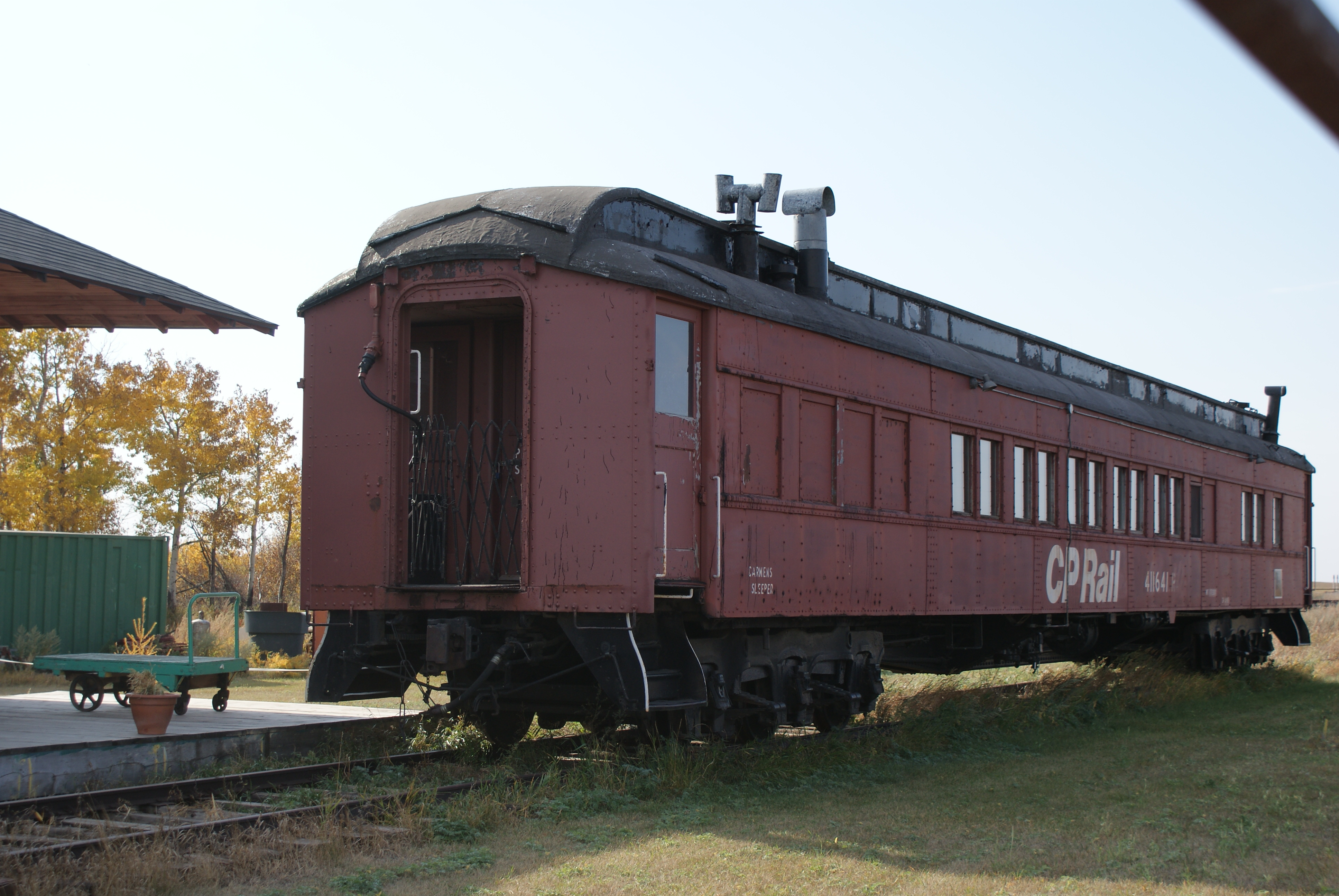
サスカチュワン鉄道博物館 (Saskatchewan Railway Museum) のプルマンカー
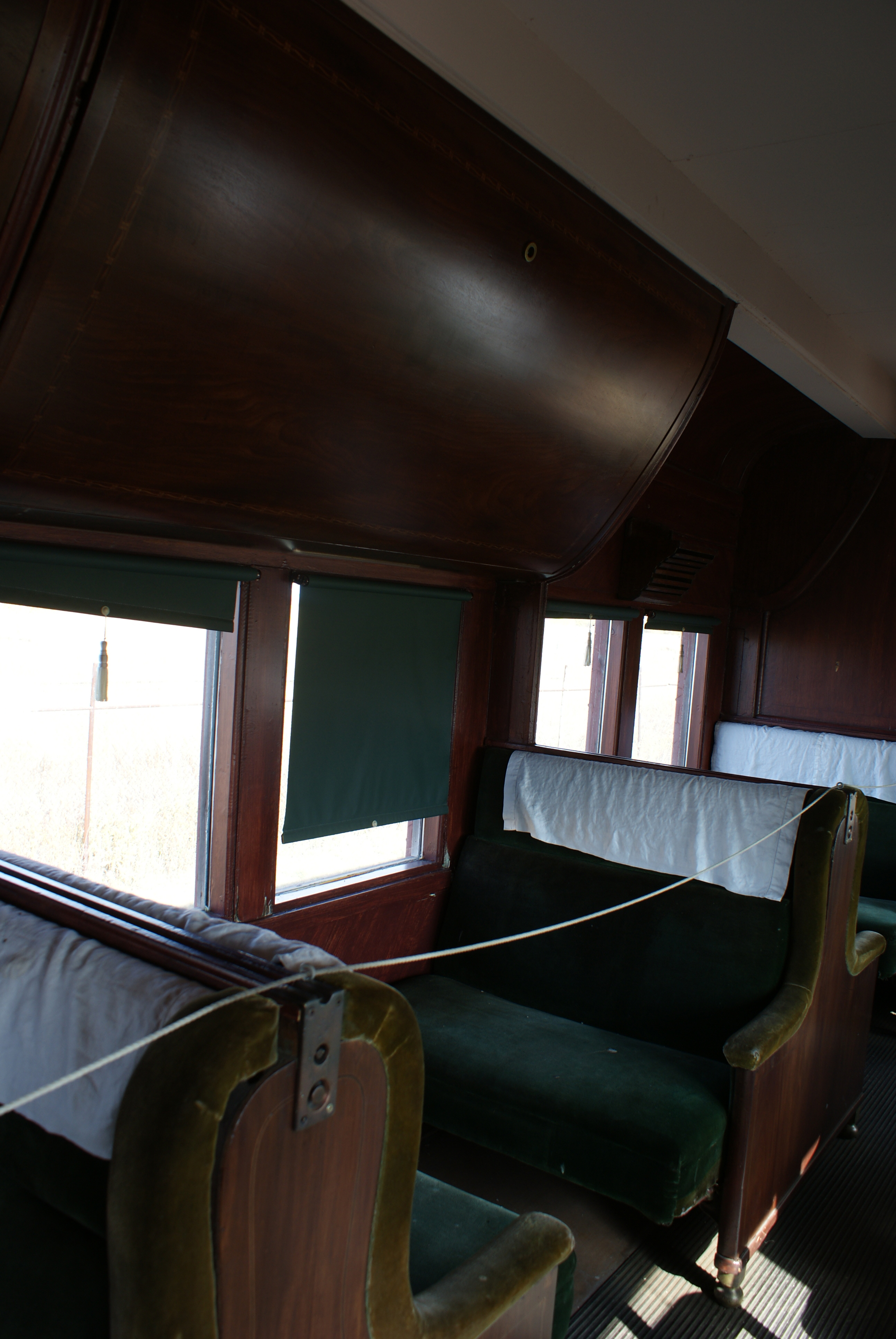
上段寝台と下段寝台
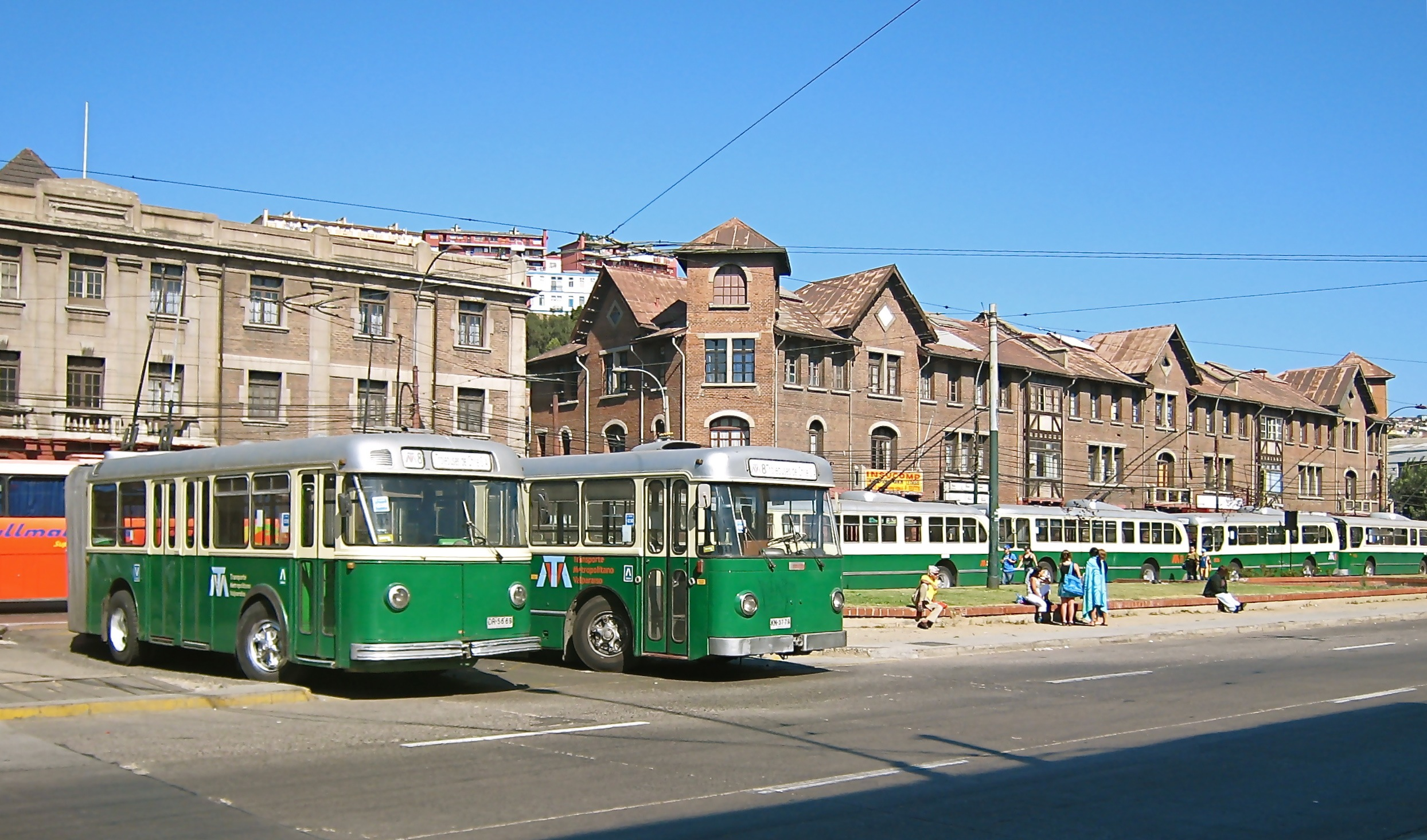
現在もチリのバルパライソで運行されているプルマン標準トロリーバス

## 製品
- PCCカー Aシリーズ
- シカゴ交通局 5001-5002 PCC高速電車 1947年運用開始、1985年運用終了
- シカゴ交通局 2001-2180 高速電車 1964年運用開始、1993年運用終了
- マサチューセッツ湾交通局レッドライン 01500/01600 1969年 - 1970年
- ニュージャージー・トランジット コメット1 通勤車 1970年
- ニューヨーク市都市交通局 R6形 1936年、R7形 1937年、R7A形 1938年、R46形 1975年 - 1978年
- アムトラック スーパーライナー 1978年 - 1981年